# 横山修二 (サンテレビ)
横山 修二（よこやま しゅうじ、1949年12月26日 - ）は、日本の経営者。サンテレビジョン社長を務めた。大阪府出身。

## 来歴・人物
1972年に京都大学経済学部を卒業し、同年に神戸新聞社に入社した。2006年に取締役に就任し、2009年6月には常務に就任。2009年6月から2014年6月までにサンテレビジョン社長を務めた。